# Krai
Krai (tiếng Nga: край; chuyển tự: krai hay kray) là một thuật ngữ trong tiếng Nga. Do các nghĩa cơ bản của nó là cạnh, mép, rìa, biên, bờ, đầu, ngọn, chỗ cuối, miệng v.v, nên trong việc phân chia đơn vị hành chính tại Nga người ta dùng nó cho các đơn vị cấp tỉnh nằm tại các khu vực nói chung là gần biên giới. Trong ngữ cảnh này nó được sử dụng để chỉ một trong chín đơn vị hành chính cấp tỉnh tại Nga.
Do thiếu từ đồng nghĩa tương đương trong tiếng Việt để biểu thị, thuật ngữ này thường được dịch là vùng, vùng lãnh thổ, tỉnh hay khu, mặc dù trên thực tế nó thực sự tương đương với nghĩa "(một phần của) đất nước".
Các krai, oblast (tỉnh) và các nước cộng hòa có địa vị pháp lý ngang nhau trong phạm vi Liên bang Nga. Một số krai còn lớn hơn cả một số quốc gia tại châu Âu.
Các krai cũng được phân chia thành các đơn vị hành chính cấp huyện là raion.
Hiện nay, trong thành phần Liên bang Nga có 9 krai (vùng) là:
- Vùng Altai
- Vùng Kamchatka
- Vùng Khabarovsk
- Vùng Krasnodar
- Vùng Krasnoyarsk
- Vùng Perm
- Vùng Primorsky
- Vùng Stavropol
- Vùng Zabaykalsky